# Podocnemis erythrocephala
Podocnemis erythrocephala là một loài rùa trong họ Podocnemididae. Loài này được Spix mô tả khoa học đầu tiên năm 1824.